# Torneo Apertura 2010 (Bolivia)
El Torneo Apertura Entel 2010 de la Liga de Fútbol Profesional Boliviano se disputó bajo el nuevo sistema de dos grupos, seis equipos en cada uno. De los dos grupos los primeros tres se clasificaron al Hexagonal de Ganadores y los tres restantes al Hexagonal de Perdedores. Cada club recibió tres puntos por partido ganado, uno por partido empatado y cero por partido perdido.

## Ascenso y descenso
Para esta temporada 2010 solo hubo un equipo ascendido y uno descendido.
| Posición | Equipo ascendido de la Segunda División |
| -------- | --------------------------------------- |
| 1º       | Guabirá                                 |

| Posición | Equipo descendido del Torneo 2009 |
| -------- | --------------------------------- |
| 12º      | Nacional Potosí                   |

## Equipos participantes
| Equipo            | Entrenador           | Ciudad     | Estadio                         | Capacidad |
| ----------------- | -------------------- | ---------- | ------------------------------- | --------- |
| Aurora            | Julio Alberto Zamora | Cochabamba | Estadio Félix Capriles          | 32.000    |
| Blooming          | Carlos Aragonés      | Santa Cruz | Estadio Ramón Tahuichi Aguilera | 40.000    |
| Bolívar           | Vladimir Soria       | La Paz     | Estadio Hernando Siles          | 48.000    |
| Guabirá           | Claudio Chacior      | Montero    | Estadio Gilberto Parada         | 18.000    |
| La Paz FC         | Sergio Apaza         | La Paz     | Estadio Hernando Siles          | 48.000    |
| Oriente Petrolero | Gustavo Quinteros    | Santa Cruz | Estadio Ramón Tahuichi Aguilera | 40.000    |
| Real Mamoré       | Sergio Óscar Luna    | Trinidad   | Estadio Gran Mamoré             | 12.000    |
| Real Potosí       | Víctor Hugo Andrada  | Potosí     | Estadio Víctor Agustín Ugarte   | 35.000    |
| San José          | Marcos Ferrufino     | Oruro      | Estadio Jesús Bermúdez          | 40.000    |
| The Strongest     | Sandro Coelho        | La Paz     | Estadio Hernando Siles          | 48.000    |
| Universitario     | Carlos Fabián Leeb   | Sucre      | Estadio Olímpico Patria         | 32.000    |
| Wilstermann       | Eduardo Villegas     | Cochabamba | Estadio Félix Capriles          | 32.000    |

## Cambios de entrenadores
| Equipo            | Antiguo Entrenador      | Fecha de Inicio del Nuevo DT | Nuevo Entrenador         |
| ----------------- | ----------------------- | ---------------------------- | ------------------------ |
| Aurora            | Julio César Baldivieso  | 2 de diciembre del 2009      | Manuel Nuñez             |
| Real Mamoré       | Víctor Hugo Antelo      | 5 de enero del 2010          | Jésus Reynaldo           |
| Oriente Petrolero | Marco Etcheverry        | 10 de enero del 2010         | Gustavo Quinteros        |
| Aurora            | Manuel Nuñez            | 3 de febrero del 2010        | Julio Alberto Zamora     |
| La Paz FC         | Ramiro Vargas           | 12 de febrero del 2010       | Sergio Apaza             |
| Real Potosí       | Sergio Apaza            | 14 de febrero del 2010       | Marcelo Herrera          |
| Blooming          | Víctor Hugo Andrada     | 22 de marzo del 2010         | Carlos Aragonés          |
| Real Mamoré       | Jésus Reynaldo          | 22 de marzo del 2010         | Sérgio Óscar Luna        |
| Real Potosí       | Marcelo Herrera         | 5 de abril del 2010          | Víctor Hugo Andrada      |
| Guabirá           | Martín Ligori           | 24 de mayo del 2010          | Bernardo Rea"interino"   |
| Bolívar           | Santiago Escobar        | 8 de junio del 2010          | Vladimir Soria"interino" |
| Guabirá           | Bernardo Rea "interino" | 9 de junio del 2010          | Claudio Chacior          |

## Hexagonal "A"
| Equipo | Equipo        | Pts | PJ | G | E | P | GF | GC | DIF |
| ------ | ------------- | --- | -- | - | - | - | -- | -- | --- |
| 1      | The Strongest | 19  | 12 | 5 | 4 | 3 | 21 | 18 | +3  |
| 2      | San José      | 18  | 12 | 5 | 3 | 4 | 24 | 19 | +5  |
| 3      | Aurora        | 17  | 12 | 4 | 5 | 3 | 18 | 16 | +2  |
| 4      | Universitario | 16  | 12 | 5 | 1 | 6 | 21 | 18 | +3  |
| 5      | Guabirá       | 12  | 12 | 3 | 3 | 6 | 15 | 24 | -9  |
| 6      | Blooming      | 11  | 12 | 3 | 2 | 7 | 13 | 20 | -7  |

|  |                                               |
|  | Clasificado al Hexagonal Final de Ganadores.  |
|  | Clasificado al Hexagonal Final de Perdedores. |

Pts=Puntos; PJ=Partidos jugados; G=Partidos ganados; E=Partidos empatados; P=Partidos perdidos; GF=Goles a favor; GC=Goles en contra

### Resultados
| San José      | 3 - 0 | Guabirá       | Jesús Bermúdez          | 7 de marzo | 15:30 |
| The Strongest | 2 - 1 | Aurora        | Hernando Siles          | 7 de marzo | 16:00 |
| Blooming      | 1 - 0 | Universitario | Ramón Tahuichi Aguilera | 7 de marzo | 18:00 |

| Universitario | 3 - 2 | Aurora        | Olímpico Patria | 13 de marzo | 18:00 |
| San José      | 2 - 2 | The Strongest | Jesús Bermúdez  | 14 de marzo | 15:30 |
| Guabirá       | 3 - 1 | Blooming      | Gilberto Parada | 14 de marzo | 16:00 |

| The Strongest | 2 - 3 | Universitario | Hernando Siles          | 17 de marzo | 20:00 |
| Aurora        | 0 - 0 | Guabirá       | Félix Capriles          | 18 de marzo | 20:00 |
| Blooming      | 1 - 3 | San José      | Ramón Tahuichi Aguilera | 18 de marzo | 20:30 |

| San José | 0 - 1 | Aurora        | Jesús Bermúdez          | 21 de marzo | 15:30 |
| Guabirá  | 2 - 0 | Universitario | Gilberto Parada         | 21 de marzo | 16:00 |
| Blooming | 1 - 1 | The Strongest | Ramón Tahuichi Aguilera | 21 de marzo | 18:00 |

| La Paz FC         | 4 - 2 | San José      | Hernando Siles          | 27 de marzo | 15:30 |
| The Strongest     | 2 - 2 | Bolívar       | Hernando Siles          | 28 de marzo | 15:15 |
| Real Potosí       | 1 - 0 | Universitario | Víctor Agustín Ugarte   | 28 de marzo | 15:30 |
| Real Mamoré       | 3 - 0 | Guabirá       | Gran Mamoré             | 28 de marzo | 16:00 |
| Aurora            | 1 - 2 | Wilstermann   | Félix Capriles          | 28 de marzo | 17:00 |
| Oriente Petrolero | 2 - 0 | Blooming      | Ramón Tahuichi Aguilera | 28 de marzo | 18:00 |

| The Strongest | 2 - 1 | Guabirá  | Hernando Siles  | 31 de marzo | 18:00 |
| Aurora        | 2 - 0 | Blooming | Félix Capriles  | 31 de marzo | 20:00 |
| Universitario | 2 - 3 | San José | Olímpico Patria | 1 de abril  | 20:30 |

| Universitario | 2 - 1 | Blooming      | Olímpico Patria | 10 de abril | 18:00 |
| Aurora        | 1 - 1 | The Strongest | Félix Capriles  | 11 de abril | 16:00 |
| Guabirá       | 1 - 1 | San José      | Gilberto Parada | 11 de abril | 16:00 |

| The Strongest | 3 - 1 | San José      | Hernando Siles          | 18 de abril | 16:00 |
| Aurora        | 2 - 1 | Universitario | Félix Capriles          | 18 de abril | 16:00 |
| Blooming      | 4 - 1 | Guabirá       | Ramón Tahuichi Aguilera | 18 de abril | 18:00 |

| San José      | 4 - 2 | La Paz FC         | Jesús Bermúdez          | 24 de abril | 15:30 |
| Bolívar       | 1 - 0 | The Strongest     | Hernando Siles          | 25 de abril | 15:15 |
| Guabirá       | 1 - 2 | Real Mamoré       | Gilberto Parada         | 25 de abril | 16:00 |
| Universitario | 5 - 0 | Real Potosí       | Olímpico Patria         | 25 de abril | 16:00 |
| Wilstermann   | 2 - 2 | Aurora            | Félix Capriles          | 25 de abril | 17:00 |
| Blooming      | 1 - 0 | Oriente Petrolero | Ramón Tahuichi Aguilera | 25 de abril | 18:00 |

| San José      | 3 - 1 | Blooming      | Jesús Bermúdez  | 28 de abril | 20:00 |
| Guabirá       | 3 - 3 | Aurora        | Gilberto Parada | 28 de abril | 20:00 |
| Universitario | 1 - 3 | The Strongest | Olímpico Patria | 29 de abril | 20:00 |

| The Strongest | 2 - 1 | Blooming | Hernando Siles  | 2 de mayo | 16:00 |
| Aurora        | 2 - 1 | San José | Félix Capriles  | 2 de mayo | 16:00 |
| Universitario | 4 - 1 | Guabirá  | Olímpico Patria | 2 de mayo | 16:00 |

| Guabirá  | 2 - 1 | The Strongest | Gilberto Parada         | 5 de mayo | 20:00 |
| San José | 0 - 0 | Universitario | Jesús Bermúdez          | 6 de mayo | 20:00 |
| Blooming | 1 - 1 | Aurora        | Ramón Tahuichi Aguilera | 6 de mayo | 20:00 |

## Hexagonal "B"
| Equipo | Equipo            | Pts | PJ | G | E | P | GF | GC | DIF |
| ------ | ----------------- | --- | -- | - | - | - | -- | -- | --- |
| 1      | Bolívar           | 28  | 12 | 9 | 1 | 2 | 23 | 11 | +12 |
| 2      | Oriente Petrolero | 22  | 12 | 7 | 1 | 4 | 21 | 10 | +11 |
| 3      | Wilstermann       | 18  | 12 | 5 | 3 | 4 | 17 | 17 | 0   |
| 4      | Real Potosí       | 16  | 12 | 5 | 1 | 6 | 11 | 19 | -8  |
| 5      | La Paz FC         | 14  | 12 | 4 | 2 | 6 | 18 | 20 | -2  |
| 6      | Real Mamoré       | 12  | 12 | 4 | 0 | 8 | 15 | 25 | -10 |

|  |                                               |
|  | Clasificado al Hexagonal Final de Ganadores.  |
|  | Clasificado al Hexagonal Final de Perdedores. |

Pts=Puntos; PJ=Partidos jugados; G=Partidos ganados; E=Partidos empatados; P=Partidos perdidos; GF=Goles a favor; GC=Goles en contra

### Resultados
| Wilstermann | 0 - 1 | Bolívar           | Félix Capriles | 6 de marzo | 18:00 |
| La Paz FC   | 0 - 1 | Real Potosí       | Hernando Siles | 7 de marzo | 14:00 |
| Real Mamoré | 1 - 2 | Oriente Petrolero | Gran Mamoré    | 7 de marzo | 16:00 |

| Bolívar           | 6 - 1 | Real Mamoré | Hernando Siles          | 13 de marzo | 14:00 |
| Wilstermann       | 3 - 3 | La Paz FC   | Félix Capriles          | 14 de marzo | 16:00 |
| Oriente Petrolero | 3 - 0 | Real Potosí | Ramón Tahuichi Aguilera | 14 de marzo | 18:00 |

| La Paz FC   | 2 - 1 | Oriente Petrolero | Hernando Siles        | 17 de marzo | 18:00 |
| Real Potosí | 1 - 3 | Bolívar           | Víctor Agustín Ugarte | 17 de marzo | 20:00 |
| Real Mamoré | 1 - 0 | Wilstermann       | Gran Mamoré           | 18 de marzo | 20:00 |

| Bolívar     | 1 - 0 | Oriente Petrolero | Hernando Siles | 20 de marzo | 16:00 |
| Wilstermann | 2 - 0 | Real Potosí       | Félix Capriles | 21 de marzo | 16:00 |
| Real Mamoré | 1 - 2 | La Paz FC         | Gran Mamoré    | 21 de marzo | 16:00 |

| La Paz FC         | 4 - 2 | San José      | Hernando Siles          | 27 de marzo | 15:30 |
| The Strongest     | 2 - 2 | Bolívar       | Hernando Siles          | 28 de marzo | 15:15 |
| Real Potosí       | 1 - 0 | Universitario | Víctor Agustín Ugarte   | 28 de marzo | 15:30 |
| Real Mamoré       | 3 - 0 | Guabirá       | Gran Mamoré             | 28 de marzo | 16:00 |
| Aurora            | 1 - 2 | Wilstermann   | Félix Capriles          | 28 de marzo | 17:00 |
| Oriente Petrolero | 2 - 0 | Blooming      | Ramón Tahuichi Aguilera | 28 de marzo | 18:00 |

| La Paz FC         | 0 - 1 | Bolívar     | Hernando Siles          | 31 de marzo | 20:00 |
| Real Potosí       | 2 - 1 | Real Mamoré | Víctor Agustín Ugarte   | 31 de marzo | 20:00 |
| Oriente Petrolero | 3 - 1 | Wilstermann | Ramón Tahuichi Aguilera | 31 de marzo | 20:30 |

| Bolívar           | 1 - 2 | Wilstermann | Hernando Siles          | 11 de abril | 15:30 |
| Real Potosí       | 2 - 0 | La Paz FC   | Víctor Agustín Ugarte   | 11 de abril | 15:30 |
| Oriente Petrolero | 5 - 1 | Real Mamoré | Ramón Tahuichi Aguilera | 11 de abril | 18:00 |

| Real Mamoré | 1 - 3 | Bolívar           | Gran Mamoré           | 17 de abril | 16:00 |
| La Paz FC   | 2 - 2 | Wilstermann       | Hernando Siles        | 18 de abril | 14:00 |
| Real Potosí | 0 - 0 | Oriente Petrolero | Víctor Agustín Ugarte | 18 de abril | 15:30 |

| San José      | 4 - 2 | La Paz FC         | Jesús Bermúdez          | 24 de abril | 15:30 |
| Bolívar       | 1 - 0 | The Strongest     | Hernando Siles          | 25 de abril | 15:15 |
| Guabirá       | 1 - 2 | Real Mamoré       | Gilberto Parada         | 25 de abril | 16:00 |
| Universitario | 5 - 0 | Real Potosí       | Olímpico Patria         | 25 de abril | 16:00 |
| Wilstermann   | 2 - 2 | Aurora            | Félix Capriles          | 25 de abril | 17:00 |
| Blooming      | 1 - 0 | Oriente Petrolero | Ramón Tahuichi Aguilera | 25 de abril | 18:00 |

| Bolívar           | 2 - 1 | Real Potosí | Hernando Siles          | 28 de abril | 20:00 |
| Wilstermann       | 2 - 0 | Real Mamoré | Félix Capriles          | 28 de abril | 20:00 |
| Oriente Petrolero | 2 - 1 | La Paz FC   | Ramón Tahuichi Aguilera | 28 de abril | 20:30 |

| La Paz FC         | 2 - 0 | Real Mamoré | Hernando Siles          | 2 de mayo | 14:00 |
| Real Potosí       | 3 - 0 | Wilstermann | Víctor Agustín Ugarte   | 2 de mayo | 15:30 |
| Oriente Petrolero | 3 - 1 | Bolívar     | Ramón Tahuichi Aguilera | 2 de mayo | 18:00 |

| Bolívar     | 1 - 0 | La Paz FC         | Hernando Siles | 5 de mayo | 20:00 |
| Real Mamoré | 3 - 0 | Real Potosí       | Gran Mamoré    | 5 de mayo | 20:00 |
| Wilstermann | 1 - 0 | Oriente Petrolero | Félix Capriles | 5 de mayo |       |

## Hexagonal "Ganadores"
| Equipo | Equipo             | Pts | PJ | G | E | P | GF | GC | DIF |
| ------ | ------------------ | --- | -- | - | - | - | -- | -- | --- |
| 1      | Wilstermann        | 20  | 10 | 6 | 2 | 2 | 15 | 11 | +4  |
| 2      | Oriente Petrolero* | 19  | 10 | 6 | 1 | 3 | 18 | 10 | +8  |
| 3      | Aurora*            | 14  | 10 | 4 | 2 | 4 | 20 | 18 | +2  |
| 4      | The Strongest      | 13  | 10 | 3 | 4 | 3 | 15 | 14 | +1  |
| 5      | Bolívar            | 11  | 10 | 3 | 2 | 5 | 10 | 14 | -4  |
| 6      | San José           | 6   | 10 | 1 | 3 | 6 | 12 | 23 | -11 |

|  |                                                         |
|  | Clasificado a la Copa Libertadores 2011 como Bolivia 1. |
|  | Clasificado a la Copa Sudamericana 2011 como Bolivia 2. |

Pts=Puntos; PJ=Partidos jugados; G=Partidos ganados; E=Partidos empatados; P=Partidos perdidos; GF=Goles a favor; GC=Goles en contra
- Oriente Petrolero ha cedido su cupo de la Copa Sudamericana 2011 por haber ganado el Torneo Clausura 2010 y por ende clasificó a la Copa Libertadores 2011. Por tanto, Aurora al haber terminado 3.º en este campeonato obtuvo el cupo a la Copa Sudamericana 2011 como Bolivia 1, por como también terminó 3.º en el Torneo Clausura 2010 ganando de igual manera por mérito propio, tuvo que ceder a The Strongest.

### Resultados
| The Strongest     | 1 - 1 | Bolívar     | Hernando Siles          | 9 de mayo | 16:00 |
| Aurora            | 4 - 4 | San José    | Félix Capriles          | 9 de mayo | 16:00 |
| Oriente Petrolero | 1 - 1 | Wilstermann | Ramón Tahuichi Aguilera | 9 de mayo | 18:00 |

| Bolívar           | 1 - 0 | San José      | Hernando Siles          | 12 de mayo | 20:00 |
| Wilstermann       | 2 - 1 | The Strongest | Félix Capriles          | 12 de mayo | 20:00 |
| Oriente Petrolero | 1 - 2 | Aurora        | Ramón Tahuichi Aguilera | 13 de mayo | 20:30 |

| San José      | 1 - 2 | Wilstermann       | Jesús Bermúdez | 16 de mayo | 15:00 |
| The Strongest | 1 - 2 | Oriente Petrolero | Hernando Siles | 16 de mayo | 15:30 |
| Aurora        | 2 - 2 | Bolívar           | Félix Capriles | 16 de mayo | 17:00 |

| The Strongest     | 2 - 1 | Aurora   | Hernando Siles          | 19 de mayo | 20:30 |
| Wilstermann       | 2 - 0 | Bolívar  | Félix Capriles          | 20 de mayo | 20:00 |
| Oriente Petrolero | 4 - 0 | San José | Ramón Tahuichi Aguilera | 20 de mayo | 20:30 |

| Bolívar  | 2 - 1 | Oriente Petrolero | Hernando Siles | 23 de mayo | 15:15 |
| San José | 1 - 1 | The Strongest     | Jesús Bermúdez | 23 de mayo | 15:30 |
| Aurora   | 2 - 0 | Wilstermann       | Félix Capriles | 23 de mayo | 17:15 |

| Bolívar     | 0 - 1 | The Strongest     | Hernando Siles | 26 de mayo | 20:00 |
| Wilstermann | 1 - 3 | Oriente Petrolero | Félix Capriles | 26 de mayo | 20:00 |
| San José    | 0 - 3 | Aurora            | Jesús Bermúdez | 27 de mayo | 20:00 |

| San José      | 4 - 3 | Bolívar           | Jesús Bermúdez | 30 de mayo | 15:15 |
| The Strongest | 1 - 1 | Wilstermann       | Hernando Siles | 30 de mayo | 15:15 |
| Aurora        | 2 - 1 | Oriente Petrolero | Félix Capriles | 30 de mayo | 17:15 |

| Bolívar           | 1 - 0 | Aurora        | Hernando Siles          | 2 de junio | 20:30 |
| Oriente Petrolero | 2 - 1 | The Strongest | Ramón Tahuichi Aguilera | 2 de junio | 20:30 |
| Wilstermann       | 3 - 1 | San José      | Félix Capriles          | 3 de junio | 15:30 |

| Bolívar  | 0 - 1 | Wilstermann       | Hernando Siles | 6 de junio | 15:15 |
| San José | 0 - 1 | Oriente Petrolero | Jesús Bermúdez | 6 de junio | 15:15 |
| Aurora   | 3 - 5 | The Strongest     | Félix Capriles | 6 de junio | 17:15 |

| The Strongest     | 1 - 1 | San José    | Hernando Siles          | 9 de junio | 20:00 |
| Oriente Petrolero | 2 - 0 | Bolívar     | Ramón Tahuichi Aguilera | 9 de junio | 20:00 |
| Aurora            | 1 - 2 | Wilstermann | Félix Capriles          | 9 de junio | 20:00 |

| Campeón del Torneo Apertura Wilstermann Quinto Título Liguero Décimo Segundo Título Nacional |

## Hexagonal "Perdedores"
| Equipo | Equipo                 | Pts | PJ | G | E | P | GF | GC | DIF |
| ------ | ---------------------- | --- | -- | - | - | - | -- | -- | --- |
| 1      | Universitario de Sucre | 20  | 10 | 6 | 2 | 2 | 20 | 10 | +10 |
| 2      | Blooming               | 19  | 10 | 6 | 1 | 3 | 21 | 15 | +6  |
| 3      | Real Potosí            | 16  | 10 | 5 | 1 | 4 | 19 | 16 | +3  |
| 4      | La Paz FC              | 11  | 10 | 3 | 2 | 5 | 17 | 17 | 0   |
| 5      | Real Mamoré            | 11  | 10 | 3 | 2 | 5 | 10 | 20 | -10 |
| 6      | Guabirá                | 9   | 10 | 3 | 0 | 7 | 10 | 19 | -9  |

|  |                                                                                |
|  | Clasificado a la Ronda Preliminar de la Copa Sudamericana 2010 como Bolivia 3. |

Pts=Puntos; PJ=Partidos jugados; G=Partidos ganados; E=Partidos empatados; P=Partidos perdidos; GF=Goles a favor; GC=Goles en contra

### Resultados
| La Paz FC     | 0 - 2 | Real Potosí | Hernando Siles  | 9 de mayo | 14:00 |
| Guabirá       | 0 - 1 | Blooming    | Gilberto Parada | 9 de mayo | 16:00 |
| Universitario | 4 - 0 | Real Mamoré | Olímpico Patria | 9 de mayo | 16:00 |

| La Paz FC   | 5 - 1 | Guabirá       | Hernando Siles        | 12 de mayo | 18:00 |
| Real Potosí | 4 - 3 | Universitario | Víctor Agustín Ugarte | 12 de mayo | 20:00 |
| Real Mamoré | 2 - 2 | Blooming      | Gran Mamoré           | 13 de mayo | 20:00 |

| Universitario | 3 - 1 | La Paz FC   | Olímpico Patria         | 15 de mayo | 18:00 |
| Guabirá       | 3 - 2 | Real Mamoré | Gilberto Parada         | 16 de mayo | 16:00 |
| Blooming      | 5 - 2 | Real Potosí | Ramón Tahuichi Aguilera | 16 de mayo | 19:00 |

| La Paz FC     | 2 - 0 | Blooming    | Hernando Siles        | 19 de mayo | 18:30 |
| Real Potosí   | 3 - 1 | Real Mamoré | Víctor Agustín Ugarte | 19 de mayo | 20:00 |
| Universitario | 3 - 1 | Guabirá     | Olímpico Patria       | 19 de mayo | 20:00 |

| Real Potosí | 3 - 0 | Guabirá       | Víctor Agustín Ugarte   | 22 de mayo | 15:30 |
| Real Mamoré | 2 - 1 | La Paz FC     | Gran Mamoré             | 23 de mayo | 16:00 |
| Blooming    | 2 - 1 | Universitario | Ramón Tahuichi Aguilera | 23 de mayo | 19:15 |

| Real Mamoré | 1 - 1 | Universitario | Gran Mamoré             | 26 de mayo | 20:00 |
| Real Potosí | 1 - 1 | La Paz FC     | Víctor Agustín Ugarte   | 26 de mayo | 20:00 |
| Blooming    | 2 - 0 | Guabirá       | Ramón Tahuichi Aguilera | 27 de mayo | 20:30 |

| Universitario | 2 - 1 | Real Potosí | Olímpico Patria         | 30 de mayo | 16:00 |
| Guabirá       | 4 - 1 | La Paz FC   | Gilberto Parada         | 30 de mayo | 16:00 |
| Blooming      | 3 - 0 | Real Mamoré | Ramón Tahuichi Aguilera | 30 de mayo | 19:15 |

| La Paz FC   | 0 - 0 | Universitario | Hernando Siles        | 2 de junio | 18:30 |
| Real Mamoré | 1 - 0 | Guabirá       | Gran Mamoré           | 2 de junio | 20:00 |
| Real Potosí | 3 - 2 | Blooming      | Víctor Agustín Ugarte | 3 de junio | 18:00 |

| Guabirá     | 0 - 1 | Universitario | Gilberto Parada         | 5 de junio | 19:00 |
| Real Mamoré | 1 - 0 | Real Potosí   | Gran Mamoré             | 6 de junio | 17:15 |
| Blooming    | 4 - 3 | La Paz FC     | Ramón Tahuichi Aguilera | 6 de junio | 19:15 |

| Guabirá       | 1 - 0 | Real Potosí | Gilberto Parada | 9 de junio  | 20:00 |
| Universitario | 2 - 0 | Blooming    | Olímpico Patria | 10 de junio | 20:00 |
| La Paz FC     | 3 - 0 | Real Mamoré | Hernando Siles  | 10 de junio | 20:00 |

|                                                            |
| Ganador del Hexagonal de Perdedores Universitario de Sucre |

## Goleadores
| Nombre | Nombre                | Equipo        | Goles |
| ------ | --------------------- | ------------- | ----- |
| 1      | Cristian Díaz         | San José      | 18    |
| 2      | Jair Reynoso          | Aurora        | 13    |
| 3      | Roberto Galindo       | Universitario | 12    |
| 4      | José Alfredo Castillo | Blooming      | 11    |
| -      | William Ferreira      | Bolívar       | 11    |
| -      | Juan Maraude          | Real Mamoré   | 11    |